# Träskiva
En träskiva är en porös eller hård skiva tillverkad av träfiber eller olika träspån samt faner  som pressas tillsammans under högt tryck. Träskivor tillverkas för allehanda tänkbara användningsområden samt även i vattenfast kvalité för utomhusbruk.

## Träfiberskivor
Träfiberskivor kallas även board.

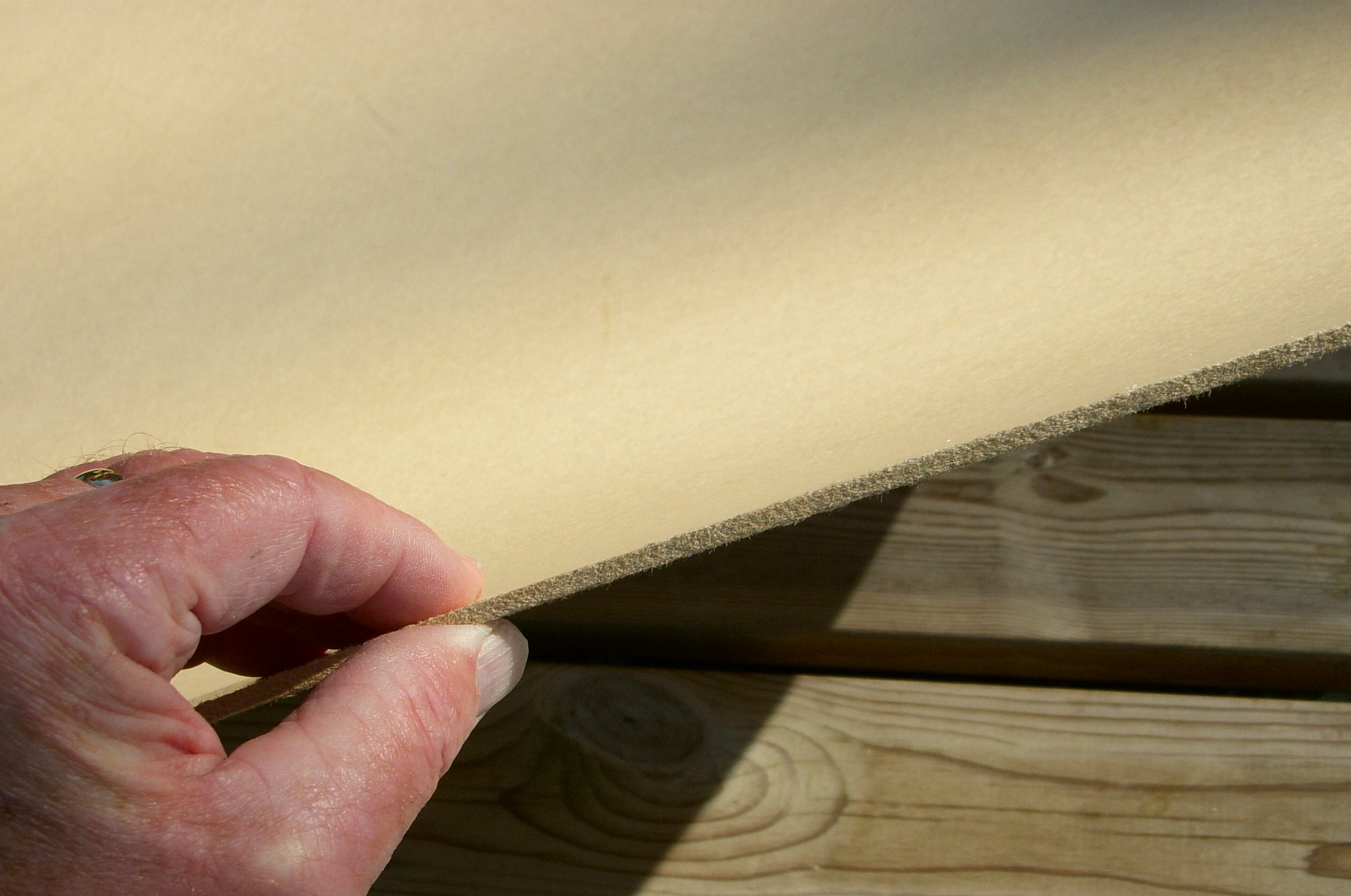
En 6,4 mm masonitskiva.

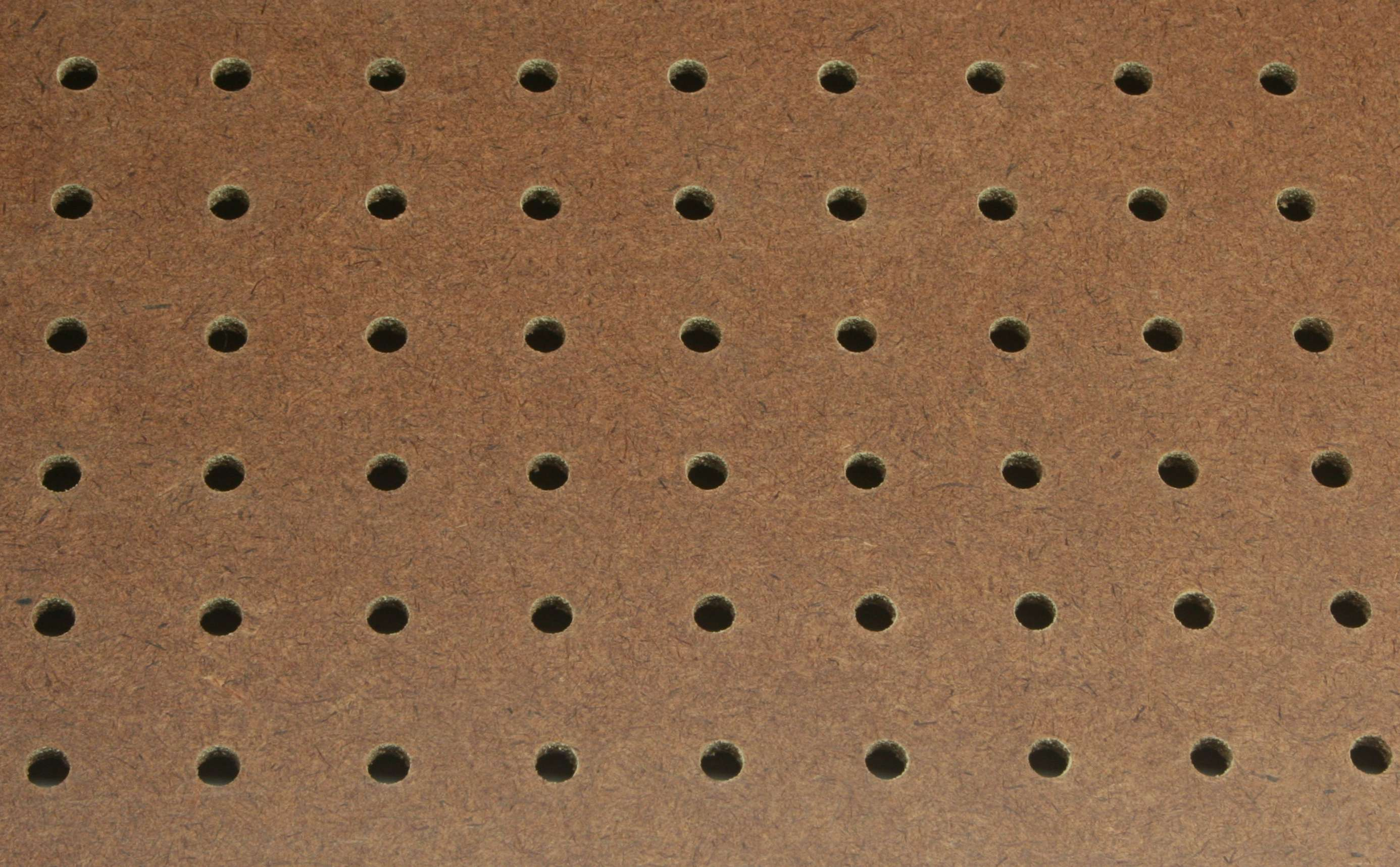
Perforerad masonit.

- Asfaboard är en bitumenimpregnerad, porös träfiberskiva framtagen som vindskydd på träbyggnader och till blindbotten i bjälklag.

- HDF,  High Density Fibreboard, är en skiva av fina träfiber tillsammans med lim som hårdpressas till en hård träfiberskiva. HDF är lik MDF-skivan men av hårdare kvalitet som kan användas till produkter som belastas hårdare, till exempel till målade inredningar, stommen i laminatgolv, det yttre skiktet i till exempel ytterdörrar.

- Masonit eller board var den första träfiberskivan som kom att tillverkas i Sverige år 1929. Masonit har ett stort användningsområde eftersom den även finns i vattenfast utförande, så kallad oljehärdad masonit. Masonit tillverkas också i en perforerad variant. De största användarna är möbel- och byggindustrin. Masonit är ett varumärke; hård board tillverkades under en rad varumärken som exempelvis Unitex, Fibrex, Karlit och Asfarock.[1]

- Spånskiva är en träfiberskiva som tillverkas av sågspån som limmas och pressas samman under högt tryck och värme. Spånskivan finns att tillgå även i vattenfast utförande samt cementbunden för brandskydd. Spånskivan har kommit till stor användning inom möbel-, inrednings- och byggindustrin.

- MDF (Medium Density Fiberboard) är en modernare träfiberskiva som har kommit till användning inom möbel-, inrednings- och byggindustri. MDF tillverkas av fint sågspån från barrträd.

- OSB (Oriented Strand Board) är en träfiberskiva som tillverkas av hyvlat träfiber som limmas i tre skikt. OSB-skivan började tillverkas i Kanada 1976 och har fått ett stort användningsområde inom byggindustrin där man ställer höga krav på statik.

## Annat
Lamellträ är en träskiva som tillverkas av trälameller, oftast rektangulära stavar av trä.
Lamellträ tillverkas företrädesvis av torkad furu, även andra träslag kan förekomma. Lameller hyvlas, sorteras samt limmas under press och värme till önskad bredd. När limmet härdat hyvlas skivorna till önskad tjocklek varefter de beläggs med ett yttre skikt av samma materiel på båda sidor. Ytskiktet kan bestå av board eller faner. Även spånskivor eller någon annan ytbeläggning förekommer. Lamellträ tillverkas för inomhusmiljöer. Lamellträ var stommen i möbler eller inredning innan spånskivan började bli vanlig. 
Limfog (eller limfogskivor) tillverkas i flera olika träslag, oftast furu i olika bredd och tjocklek för vidareförädling till möbler och inredningssnickerier. Limfog säljs i bygghandeln som gör den själv för olika ändamål. Limfog är en annan variant av lamellträ som förr var stommen i fanerade möbler, även i dag vid möbeltillverkning av bättre klass. Lamellträ och limfog har ett liknande tillverkningssätt i grund.
Treetex är en porös skiva som kom till stor användning i husbyggen redan under 1930-talet. Treetex har en del akustik- och värmeisolerade egenskaper och var enkel att tapetsera.
Plywood är en skiva av faner som krysslimmas till önskad tjocklek. Plywood finns att tillgå i flera olika kvalitéer för olika ändamål. Vattenfast limning är den mest förekommande med olika ytor av faner. Plywood används inom bygg-, möbel- och inredningsindustrin samt inom båtbygge.